# Kadidja Mohamed Ali
 (mai 2023).
Kadidja Mohamed Ali est une femme politique djiboutienne.

## Biographie
Lors de l'élection parlementaire de 2003 à Djibouti (en), elle fait partie du groupe des sept premières femmes élues au parlement du pays. Cette élection est en effet la première après une nouvelle loi exigeant que toutes les listes candidates présentent 10 % de femmes,. Au cours de l'élection, elle représente l'Union pour la majorité présidentielle, qui présente 65 candidats dont ces sept femmes, et se présente dans la circonscription de la ville de Djibouti.